# Ryan Donowho
Ryan Wayne Donowho est né le 20 septembre 1980 à Houston au Texas est un acteur et producteur américain.

## Biographie
Dès son plus jeune âge, il aimait jouer de la batterie et avait un réel don en la matière. Finalement, il décide d'aller tenter sa chance à Brooklyn (New York). Il commence par jouer dans les rues, dans les métros, dans de petits clubs et peu à peu sa carrière musicale progresse jusqu'au jour où il entre dans le groupe Pagoda, comme batteur. Il quitte le groupe début 2007 afin de lancer un album solo (Personal Suicide) mais il reste en très bons termes avec les autres membres.
Il vit toujours, à l'heure actuelle à Brooklyn et travaille encore sur son album solo.
Il fait désormais partie du groupe Animals of Kin.
Il est aussi connu pour avoir joué dans plusieurs films.

## Filmographie

### Acteur

#### Cinéma
- 2001 : The Car Thief and the Hit Man (court métrage) de Ben Younger : le voleur de voiture
- 2003 : The Mudge Boy (en) de Michael Burke : Scotty
- 2003 : Rhythm of the Saints de Sarah Rogacki : Zane
- 2003 : Bringing Rain (en) de Noah Buschel : Atlee Surnamer
- 2004 : La Maison au bout du monde (A Home at the End of the World) de Michael Mayer : Carlton Morrow
- 2004 : Imaginary Heroes de Dan Harris : Kyle Dwyer
- 2005 : Strangers with Candy de Paul Dinello : Stanley (non crédité)
- 2005 : Broken Flowers de Jim Jarmusch : un jeune homme dans le bus
- 2007 : Sleepwalkers (court métrage) de Doug Aitken : Drummer who works as a Bicycle Messenger
- 2007 : The Pacific and Eddy de Matthew Nourse : Eddy
- 2007 : Flakes (en) de Michael Lehmann : Skinny Larry
- 2007 : The Favor de Eva Aridjis : Johnny
- 2009 : Cook County (en) de David Pomes : Abe
- 2009 : College Rock Stars (Bandslam) de Todd Graff : Basher Martin
- 2010 : Prime of Your Life de Kelly L. King : Keith
- 2010 : Altitude de Kaare Andrews : Cory
- 2011 : Blood Out de Jason Hewitt : David Savion
- 2011 : Grief, a Comedy (court métrage) de Richard Reens : Voix de l'ex petit ami
- 2012 : Hated de Lee Madsen : Mike
- 2012 : Transit (en) d'Antonio Negret : Evers
- 2012 : Rites of Passage de W. Peter Iliff : Nathan
- 2012 : Soldiers of Fortune de Maxim Korostyshevsky : Ernesto
- 2013 : Chlorine de Jay Alaimo : Henry
- 2014 : Cabin Fever: Patient Zero de Kaare Andrews : Dobbs
- 2014 : The Ganzfeld Haunting de Michael Oblowitz : Eliot
- 2014 : In Love and War (court métrage) de Raj Mohanty :
- 2015 : Weepah Way for Now de Stephen Ringer : Syd
- 2016 : Salvation de Brett Donowho et Bernie Van de Yacht : Vincent 'Vinnie' Randolph Vanatta

#### Télévision

##### Téléfilms
- 2006 : L'Enfant de la nuit (In From the Night) de Peter Levin : l'homme aux serpents

##### Séries télévisées
- 2005-2006 : Newport Beach (The O.C.) : Johnny Harper (saison 3)

### Producteur
- 2007 : The Pacific and Eddy de Matthew Nourse
- 2009 : Cook County (en) de David Pomes
- 2010 : Prime of Your Life de Kelly L. King